# 2016年のバロンドール
2016年のバロンドールは、世界各国のスポーツジャーナリストの投票によってサッカーの2016年世界年間最優秀選手を決める賞である。2016年12月12日に発表された。
クリスティアーノ・ロナウドが2位のリオネル・メッシに429ポイントの差を付けてバロンドールを受賞した。クリスティアーノ・ロナウドは2年ぶり4度目のバロンドール受賞（FIFAバロンドールも含む）となった。

## 概要
フランス・フットボールは2016年9月、FIFAとのパートナーシップを解消し、それに伴いFIFAバロンドールも2015年をもって終了すると同時にバロンドールを2009年以来7年ぶりに復活させ、2016年版バロンドールを第61回として表彰すると発表した。

## 結果
結果は以下の通りとなった。
| 順位 | 選手                             | 国籍         | 所属クラブ                                          | ポイント |
| ---- | -------------------------------- | ------------ | --------------------------------------------------- | -------- |
| 1    | クリスティアーノ・ロナウド       | ポルトガル   | レアル・マドリード                                  | 745      |
| 2    | リオネル・メッシ                 | アルゼンチン | バルセロナ                                          | 316      |
| 3    | アントワーヌ・グリーズマン       | フランス     | アトレティコ・マドリード                            | 198      |
| 4    | ルイス・スアレス                 | ウルグアイ   | バルセロナ                                          | 91       |
| 5    | ネイマール                       | ブラジル     | バルセロナ                                          | 68       |
| 6    | ガレス・ベイル                   | ウェールズ   | レアル・マドリード                                  | 60       |
| 7    | リヤド・マフレズ                 | アルジェリア | レスター・シティ                                    | 20       |
| 8    | ジェイミー・ヴァーディ           | イングランド | レスター・シティ                                    | 11       |
| 9    | ジャンルイジ・ブッフォン         | イタリア     | ユヴェントス                                        | 8        |
| 9    | ペペ                             | ポルトガル   | レアル・マドリード                                  | 8        |
| 11   | ピエール＝エメリク・オーバメヤン | ガボン       | ドルトムント                                        | 7        |
| 12   | ルイ・パトリシオ                 | ポルトガル   | スポルティングCP                                    | 6        |
| 13   | ズラタン・イブラヒモビッチ       | スウェーデン | パリ・サンジェルマン / マンチェスター・ユナイテッド | 5        |
| 14   | ポール・ポグバ                   | フランス     | ユヴェントス / マンチェスター・ユナイテッド         | 4        |
| 14   | アルトゥーロ・ビダル             | チリ         | バイエルン・ミュンヘン                              | 4        |
| 16   | ロベルト・レヴァンドフスキ       | ポーランド   | バイエルン・ミュンヘン                              | 3        |
| 17   | トニ・クロース                   | ドイツ       | レアル・マドリード                                  | 1        |
| 17   | ルカ・モドリッチ                 | クロアチア   | レアル・マドリード                                  | 1        |
| 17   | ディミトリ・ペイェ               | フランス     | ウェストハム・ユナイテッド                          | 1        |
| 20   | セルヒオ・アグエロ               | アルゼンチン | マンチェスター・シティ                              | 0        |
| 20   | ケヴィン・デ・ブライネ           | ベルギー     | マンチェスター・シティ                              | 0        |
| 20   | パウロ・ディバラ                 | アルゼンチン | ユヴェントス                                        | 0        |
| 20   | ディエゴ・ゴディン               | ウルグアイ   | アトレティコ・マドリード                            | 0        |
| 20   | ゴンサロ・イグアイン             | アルゼンチン | ナポリ / ユヴェントス                               | 0        |
| 20   | アンドレス・イニエスタ           | スペイン     | バルセロナ                                          | 0        |
| 20   | コケ                             | スペイン     | アトレティコ・マドリード                            | 0        |
| 20   | ウーゴ・ロリス                   | フランス     | トッテナム                                          | 0        |
| 20   | トーマス・ミュラー               | ドイツ       | バイエルン・ミュンヘン                              | 0        |
| 20   | マヌエル・ノイアー               | ドイツ       | バイエルン・ミュンヘン                              | 0        |
| 20   | セルヒオ・ラモス                 | スペイン     | レアル・マドリード                                  | 0        |